# Нова роль Фатті
Нова роль Фатті (англ. Fatty's New Role) — американська короткометражна кінокомедія Роско Арбакла 1915 року.

## Сюжет
Бродяга шукає, де б безкоштовно поїсти і випити, і заходить в шинок. А там відвідувачі вирішили пожартувати над господарем закладу, і Фатті приймають за терориста.

## У ролях
- Роско ’Товстун’ Арбакл — Фатті
- Мак Свейн — Амброзій Шнітц
- Слім Саммервілл — Бармен
- Джо Бордо — поліцейський
- Джиммі Браянт — поліцейський
- Глен Кавендер — вусатий клієнт
- Люк Дог — пес
- Боббі Данн — бакалійник
- Біллі Гілберт
- Френк Гейз